# Фольоре/Фалчано
„Фольоре/Фалчано“ (на италиански: Società Sportiva Folgore/Falciano), е футболен клуб от село Фалчано, Сан Марино.

## История
Клубът е основан през 1972 година.
Четирикратен шампион на Сан Марино, 3-кратен на Суперкупата и веднъж на Купата на страната. 
Домакинските си мачове играе на стадион „Стадио Олимпико“ в Серавале с капацитет 4 887 места.

## Успехи
- Шампионат на Сан Марино:
  -  Шампион (3): 1996/97, 1997/98, 1999/00, 2014/15.
  -  Сребърен медал (4): 1998/99, 2000/01, 2013/14, 2017/18
- Купа Титано (Купа на Сан Марино): 
  -  Носител (1): 2015
  -  Финалист (1): 2018/19
- Суперкупа/Трофео Федерале: 
  -  Носител (3): 1997, 2000, 2015.
  -  Финалист (2): 2021